# Розы из вощёной бумаги
Изготовление роз из вощёной бумаги было любимым занятием женщин Шри-Ланки. Это увлечение продолжалось до конца 1960-х годов. Большинство женщин были домохозяйками, у которых было много таких увлечений.
До последних десятилетий мало кто из домохозяек работал вне дома. Эти женщины нашли хобби, чтобы занять себя в течение дня, когда домашние дела были закончены. Сегодня большинство этих увлечений превратились в бизнес.
Розы из вощёной бумаги украшали многие дома и приносили домохозяйкам некоторый доход. В отличие от прошлых лет, большинство материалов, необходимых для таких увлечений, теперь свободно доступны в хозяйственных и книжных магазинах.